# Sidonie von Krosigk
Sidonie von Krosigk (* 21. října 1989, Mnichov, Německo) je německá herečka.

## Život
Její kariéra začala kolem roku 1997, kdy bylo Sidonii von Krosigk sedm let, ve filmu Die Rache der Carola Waas. O rok později získala hlavní roli ve filmu Verschwinde von hier a pak následovaly epizodní role v seriálech. Největší filmová kariéra začala u filmu Malá čarodějka Bibi. Za tento film obdržela cenu Kindermedienpreis jako nejlepší nastupující herečka. Po dvou letech čekání vzniklo v roce 2004 pokračování filmu s Bibi Blocksberg s názvem Bibi Blocksberg: Tajemství modrých sov. Po tomto filmu hrála hlavní role v různých televizních filmech jako např. Pik & Amadeus – Freunde wider Willen (2006). V roce 2008 natočila další film Žabí král aneb Železný Jindřich, který je natočený podle pohádky bratří Grimmů. Od letního semestru 2010 studovala herectví na Hochschule für Musik und Darstellende Kunst ve Frankfurtu nad Mohanem.
Od sezony 2014/2015 má stálé angažmá v Divadle Ulm (Theater Ulm). Jedna z prvních rolí, které hrála, byla role Luise Miller v Schillerově hře Úklady a láska.
V roce 2022 hrála v krátkém filmu Unter der Welle hlavní roli Louise. Za tuto roli byla nominována v kategorii nejlepší nastupující herečka na filmovém festivalu Max Ophüls Preis.

## Filmografie
- 1999: Die Rache der Carola Waas
- 1999: Verschwinde von hier
- 2000: Anwalt Abel – Das Geheimnis der Zeugin
- 2000: Autsch, Du Fröhliche
- 2002: Malá čarodějka Bibi
- 2002: Was ist bloß mit meinen Männern los?
- 2003: Unsre Mutter ist halt anders
- 2004: Bibi Blocksberg: Tajemství modrých sov
- 2005: Edel & Starck (Série 4, díl 5: Adel verpflichtet)
- 2006: Väter, denn sie wissen nicht was sich tut
- 2006: Pik & Amadeus – Freunde wider Willen
- 2008: Žabí král aneb Železný Jindřich
- 2009: Dr. Hope – Eine Frau gibt nicht auf
- 2011: Für immer 30
- 2012: Der Alte – Die Stunde des Jägers
- 2018: Die Bergretter – Das Glück ist ein Schmetterling
- 2018: Um Himmels Willen – Nachtgestalten
- 2018: Sturm der Liebe
- 2019: Bettys Diagnose (Série 6, díl 21: Träume)
- 2020: Frühling seriál – Keine Angst vorm Leben
- 2022: Unter der Welle (Krátký film)
- 2022: Watzmann ermittelt (Série 3, díl 3: Zwei Väter)
- od roku 2023: Der Alte